# Đường tỉnh 255
Đường tỉnh 255 hay tỉnh lộ 255, viết tắt ĐT255 hay TL255, là đường tỉnh ở huyện Chợ Đồn, tỉnh Bắc Kạn, Việt Nam.
ĐT255 xuất phát từ ngã ba Nà Duồng trên Đường tỉnh 254 tại xã Bằng Lãng, huyện Chợ Đồn.
Đường đi hướng tây bắc, đến xã Yên Thịnh thì nối vào Đường tỉnh 187 tại ngã ba Nà Piat 22°11′56″B 105°28′46″Đ / 22,19889°B 105,47944°Đ.